# Vela sopra Iesse, Davide e Salomone

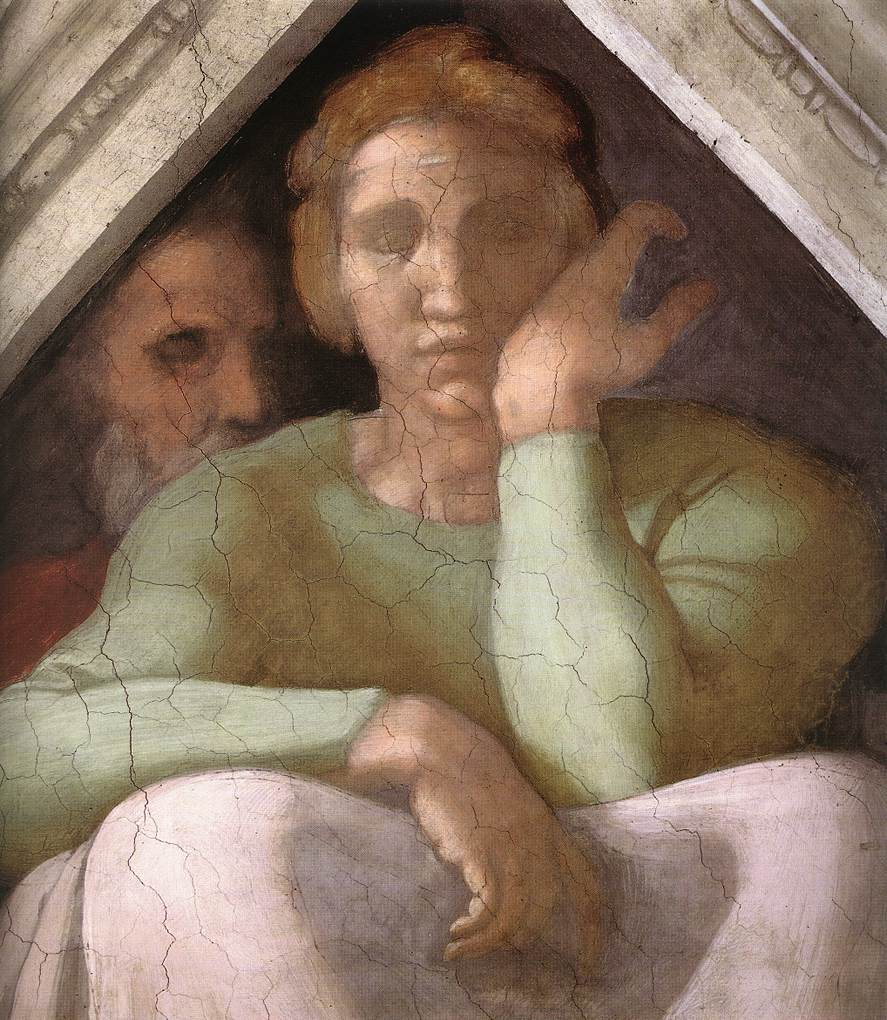
Dettaglio

La vela sopra Iesse, Davide e Salomone venne affrescata da Michelangelo Buonarroti nel 1511-1512 circa e fa parte della decorazione della volta della Cappella Sistina nei Musei Vaticani a Roma, commissionata da Giulio II.

## Storia
Le vele, come le lunette sottostanti, contengono la serie degli Antenati di Cristo, e sono ad esse strettamente correlate da un punto di vista iconologico, sebbene molto diverse iconograficamente e dal punto di vista dello stile e della forma. Si tratta infatti di spazi triangolari concavi, che l'artista riempì con gruppi familiari su uno sfondo scuro (a differenza degli sfondi chiari delle lunette) e con posizioni diverse, sedute in terra piuttosto che su gradoni, per assecondare la forma dello spazio da dipingere. L'individuazione dei soggetti, tratti dalla genealogia di Cristo del Vangelo di Matteo, si basa sui nomi scritti sulle tabelle al centro delle lunette sottostanti: le lunette sormontate da vela infatti presentano tre nomi invece dei normali due. Su quali gruppi rappresentino però i vari nomi non c'è concordanza tra gli studiosi, anche perché Michelangelo non usò alcun attributo iconografico e forse non era neanche interessato a un'identificazione diretta e inoppugnabile, concentrandosi piuttosto sulla rappresentazione di vari tipi umani e vari atteggiamenti.
Gli spazi triangolari sopra ciascuna vela vennero riempiti dai cosiddetti nudi bronzei, figure a monocromo che simula il bronzo, inseriti in posizioni simmetriche davanti a sfondi scuri, violacei, separati da un teschio d'ariete dal quale pendono nastri dorati.
Le vele furono realizzate, come il resto degli affreschi della volta, in due fasi, a partire dalla parete di fondo, opposta all'altare. Gli ultimi episodi da un punto di vista cronologico delle storie narrate furono quindi le prime a venire dipinte. Nell'estate del 1511 doveva essere terminata la prima metà della Cappella, richiedendo lo smontaggio del ponteggio e la sua ricostruzione nell'altra metà. La seconda fase, avviata nell'ottobre 1511, terminò un anno dopo, appena in tempo per la scopertura del lavoro la vigilia di Ognissanti del 1512.
La vela sopra Iesse, Davide e Salomone fu quindi una delle ultime a venire dipinta.

## Descrizione e stile
Nella lunetta di sottostante si sono riconosciuti Re Davide e Salomone, quindi nella vela dovrebbe essere rappresentato Iesse, probabilmente il bambino appena visibile nello sfondo a destra, con il padre e la madre.
La madre di Iesse occupa tutto il primo piano e guarda frontalmente verso l'esterno, in una posa di assoluta immobilità. Le gambe sono piegate e parte, coi piedi intrecciati e coperte da un manto violetto; il busto indossa una veste verde aderente, che lascia intravedere quella muscolatura mascolina tipica delle donne michelangiolesche. Una mano è adagiata sulle gambe e un'altra tocca col dorso il viso, esaltando lo sguardo enigmatico. 
Sullo sfondo si scorge un uomo, a sinistra, più scuro e sbozzato in maniera più compendiaria, e a destra, come già accennato, un bambino appena visibile nell'oscurità.

### Nudi bronzei
I due nudi bronzei sono incuneati con naturalezza negli spazi triangolari, e volgono il dorso e la testa dalla parte opposta allo spettatore, con un braccio in primo piano abbandonato, mentre l'altro tiene le corde dorate che pendono dal teschio d'ariete al centro. Si tratta di figure ricavate da un medesimo cartone ribaltato, quasi perfettamente simmetriche, ma con alcune differenze che rompano uno schema troppo rigido: ad esempio quello di destra ha il braccio molto più robusto.

## Galleria d'immagini

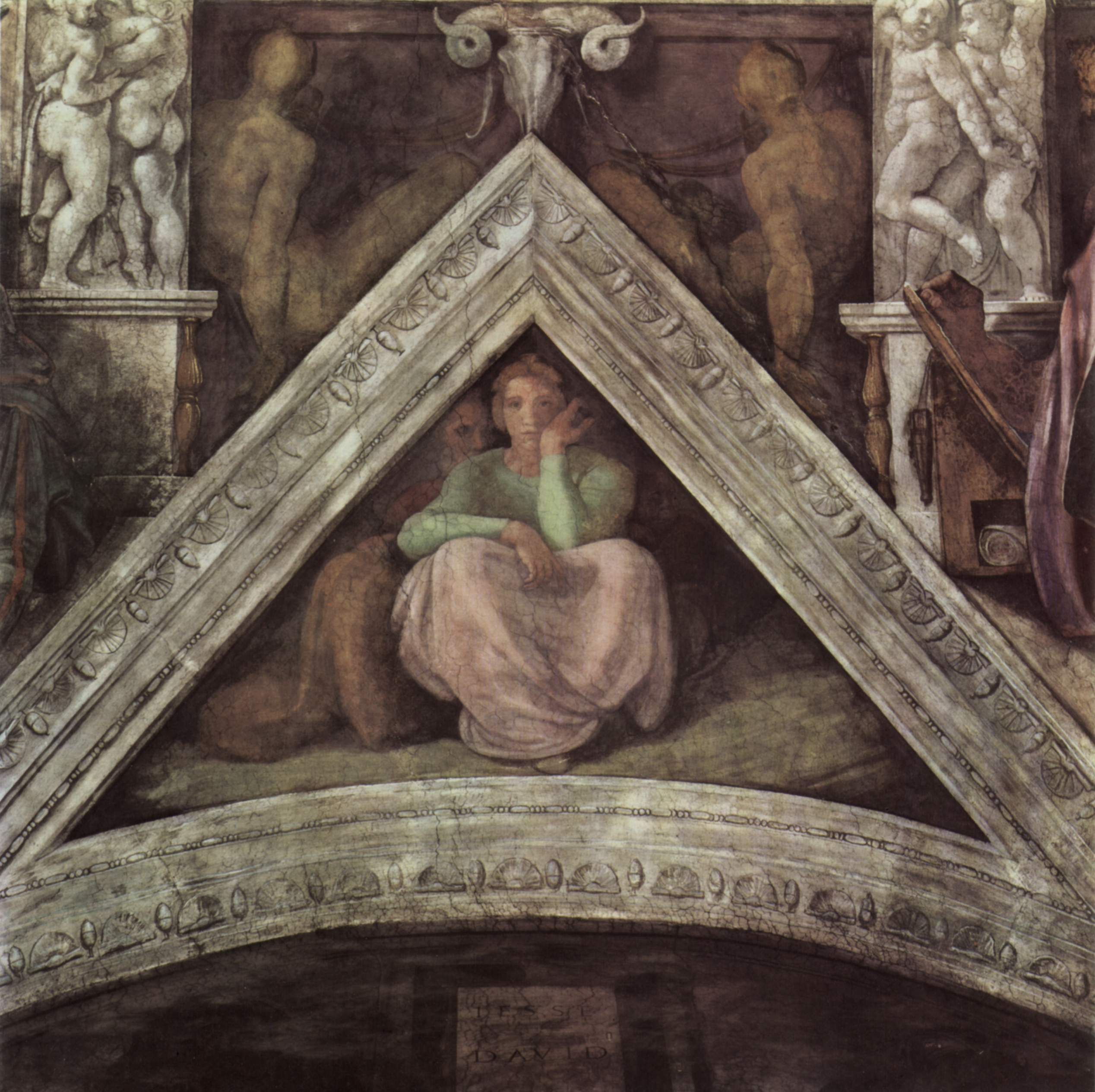
La vela prima del restauro
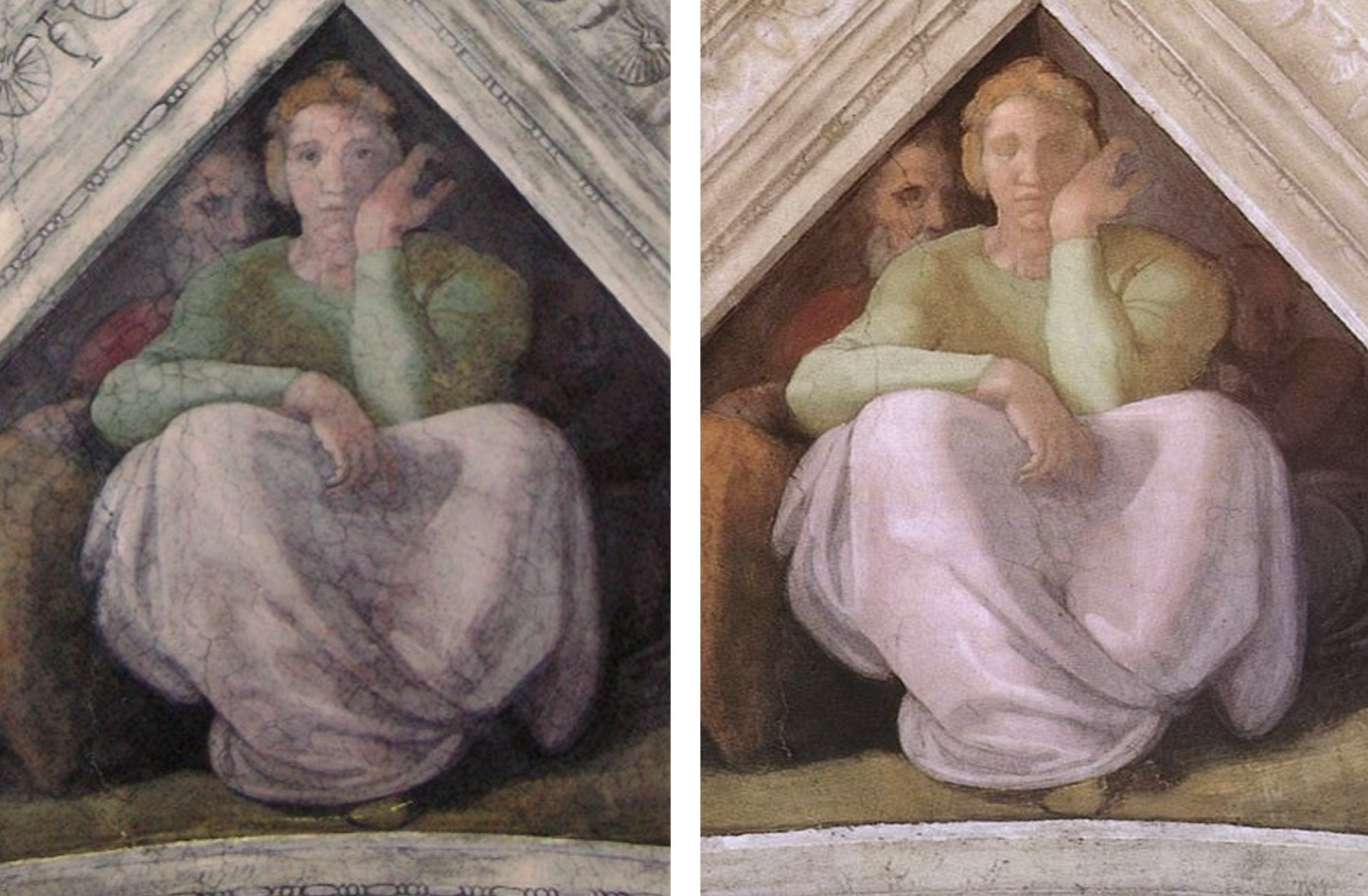
Confronto tra prima e dopo il restauro
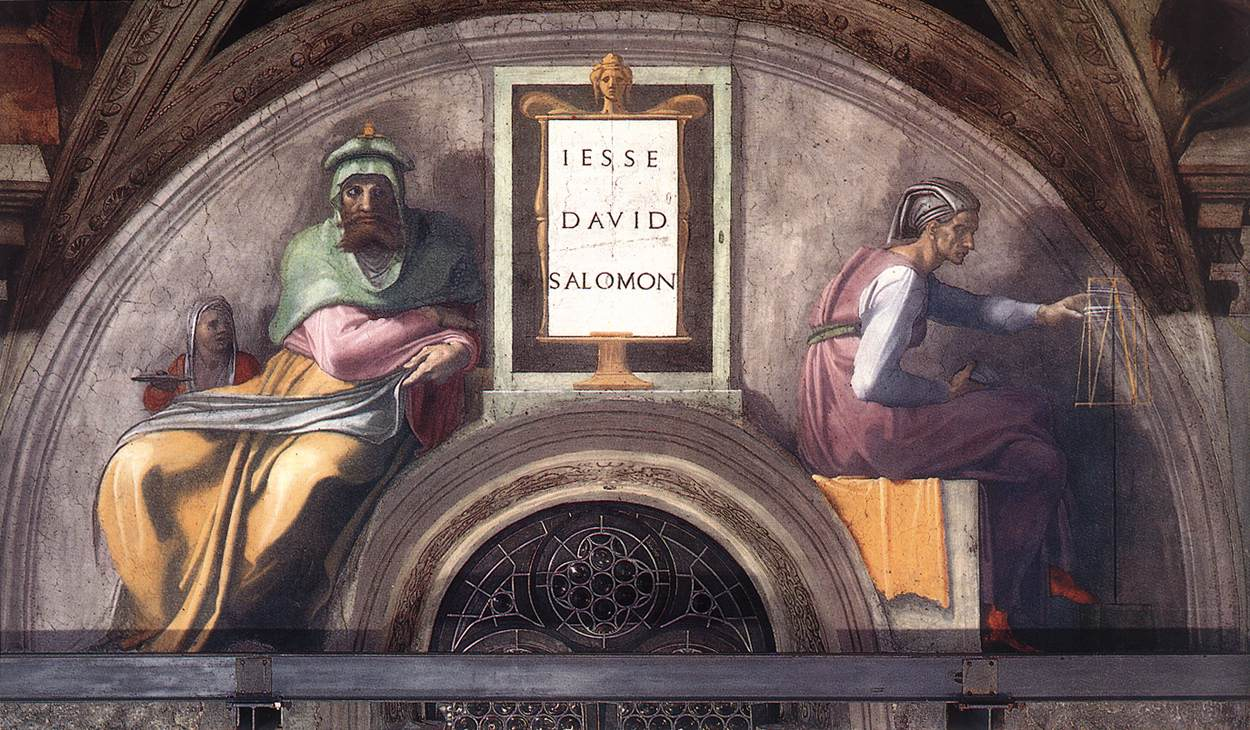
Iesse, Davide e Salomone